# 2792 Ponomarev
2792 Ponomarev (1977 EY1) là một tiểu hành tinh vành đai chính được phát hiện ngày 13 tháng 3 năm 1977 bởi N. Chernykh ở Nauchnyj.